# NGC 7331
NGC 7331（Caldwell 30）は、ペガスス座の方角に約4000万光年の位置にある渦巻銀河である。1784年にウィリアム・ハーシェルが発見した。NGC 7331銀河群の中で最も明るい。
この銀河は、大きさや構造が銀河系と似ており、しばしば「銀河系の双子」と呼ばれていたが、近年の銀河系の構造に関する発見で、この認識は誤りであったことが示された。

## 逆行バルジ

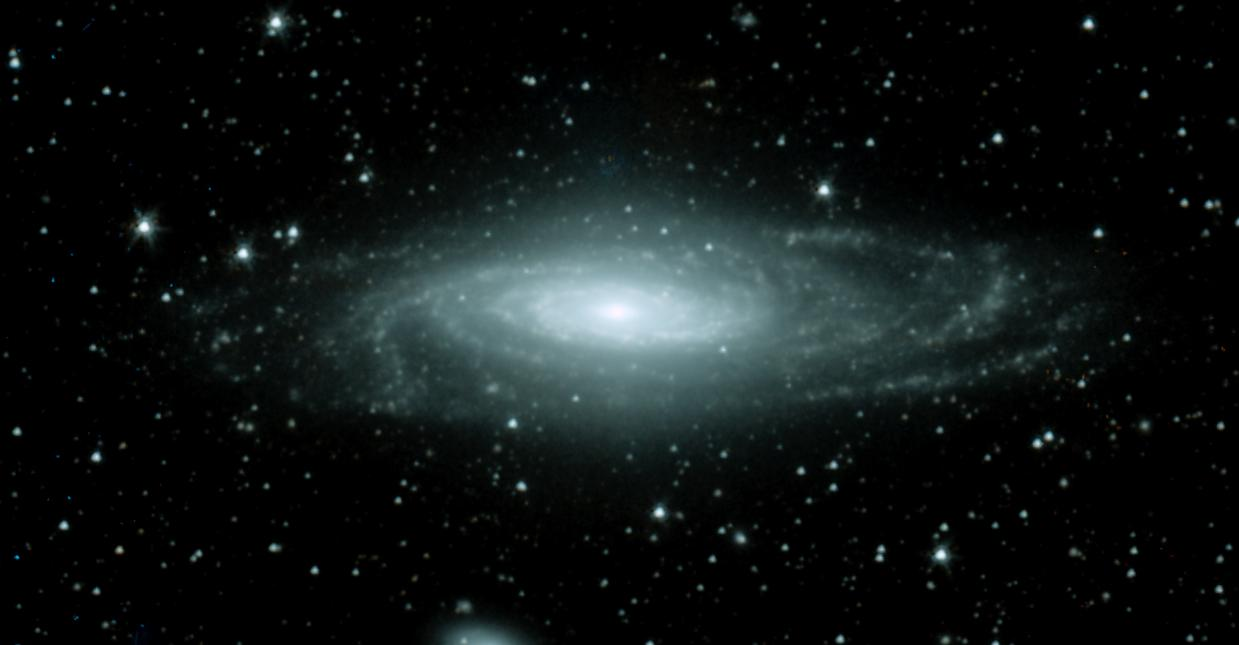
レモン山の24インチ望遠鏡で撮影したNGC 7331

通常の渦巻銀河では、中央の銀河バルジは銀河円盤と同じ方向に自転しているが、NGC 7331の場合は円盤と逆方向に回転している。現在のバルジは、この銀河に落下した物質によって形成されていると考えられているが、銀河の形成時からあったとすれば、このような状況になることを説明することは困難である。

## 超新星
II-L型超新星SN 1959Dは、この銀河で発生したことが確認された唯一の超新星である。パロマー天文台でミルトン・ヒューメイソンとH. S.ゲイツが発見した。